# Roberto Meléndez
Roberto Meléndez Lara (Barranquilla, 31 de marzo de 1912-Barranquilla, 20 de mayo de 2000) fue un futbolista y entrenador colombiano de ascendencia española de fútbol amateur. Conocido por el apodo de El flaco.

## Biografía
Meléndez se destacó en la posición de delantero en la época del deporte no profesional. Fue un jugador insignia del equipo Juventud Junior (primer nombre del club Junior de Barranquilla) y de la Selección Atlántico en la década de 1930. Obtuvo el título nacional amateur de 1932 en forma invicta con Juventud Junior, y gracias a él y otros jugadores, el Juventud Junior (posteriormente, Junior de Barranquilla) se convirtió en el club más poderoso del amateurismo colombiano. Además, fue el primer jugador colombiano transferido a un equipo extranjero, ya que en 1939 fue contratado por el equipo Hispanoamericano Centro Gallego de Cuba por 50 dólares mensuales. Solo jugó allí dos meses, pues tuvo que volver a Colombia por el estallido de la Segunda Guerra Mundial. También fue profesor de educación física en los colegios Colón y Americano.
Las reseñas deportivas de aquella época destacaron a Meléndez como el mejor jugador colombiano del momento, participó en los Centroamericanos de 1938 y formó parte como jugador y director técnico de la Selección Colombia que estuvo presente en la Copa América de 1945. Posteriormente, fue director técnico del Junior a finales de la década de 1940, con el cual fue subcampeón en la primera edición del Fútbol Profesional Colombiano en la temporada 1948. Roberto Meléndez falleció el 20 de mayo de 2000.

## Homenajes
El estadio Metropolitano de Barranquilla recibió oficialmente el nombre de Roberto Meléndez, por iniciativa del periodista Chelo de Castro el 17 de marzo de 1991.

## Participaciones en Copa América
| Copa América      | Sede    | Resultado    |
| ----------------- | ------- | ------------ |
| Copa América 1945 | Chile   | Quinto lugar |
| Copa América 1947 | Ecuador | Octavo lugar |